# Station Sołtyków
Station Sołtyków is een spoorwegstation in de Poolse plaats Sołtyków.